# Здание президиума Боснии и Герцеговины
Здание президиума (босн. и хорв. Zgrada Predsjedništva, серб. Зграда Предсједништва) — официальная резиденция Президиума Боснии и Герцеговины, расположенная в Центральной общине города Сараево, столицы Боснии и Герцеговины.
В этом же здании находятся и другие боснийские правительственные ведомства, в том числе Архив Боснии и Герцеговины и некоторые министерства.

## История
После оккупации Австро-Венгрией Боснии и Герцеговины в 1878 году новой администрации потребовался штаб в центре Сараево для размещения различного, в том числе военного, персонала. В итоге, в период с 1884 по 1886 год согласно решению первого мэра Сараево Мустафы Фадильпашича было построено новое правительственное здание. Проект здания в стиле ренессанс был разработан венгерским архитектором Йосипом Ванцашем. Оно играло роль штаб-квартиры австро-венгерских властей в районе, где также размещались правительственные и военные ведомства, а также суды и церемониальные залы.
После Первой мировой войны в здании разместилось правительство Дринской бановины, входившей в состав Королевства Югославия. После Второй мировой войны оно стало официальной резиденцией президента Социалистической Республики Боснии и Герцеговины (в составе социалистической Югославии), а также Исполнительного комитета Народного собрания. Во время Боснийской войны здание использовалось Верховным командованием армии Республики Босния и Герцеговина в качестве своего военного штаба. За время этого конфликта оно получило внешние и внутренние повреждения, которые впоследствии были ликвидированы.
С 1996 года здание функционирует как официальная резиденция коллективного Президиума Боснии и Герцеговины. Все его члены используют это здание в качестве своей основной резиденции в Сараево, а также в качестве своего церемониального и рабочего кабинета. Кроме того, там же работает часть правительственных ведомств, включая Архив Боснии и Герцеговины.
Здание также используется для государственных и церемониальных функций, а также приёмов и встреч с иностранными высокопоставленными лицами и главами государств.
Во время беспорядков 2014 года в Боснии и Герцеговине окна президентского здания были разбиты камнями, бросаемыми протестующими, которые воспринимали это строение как символ перманентного кризиса в Боснии и Герцеговины. Часть здания также была подожжена.

## Галерея

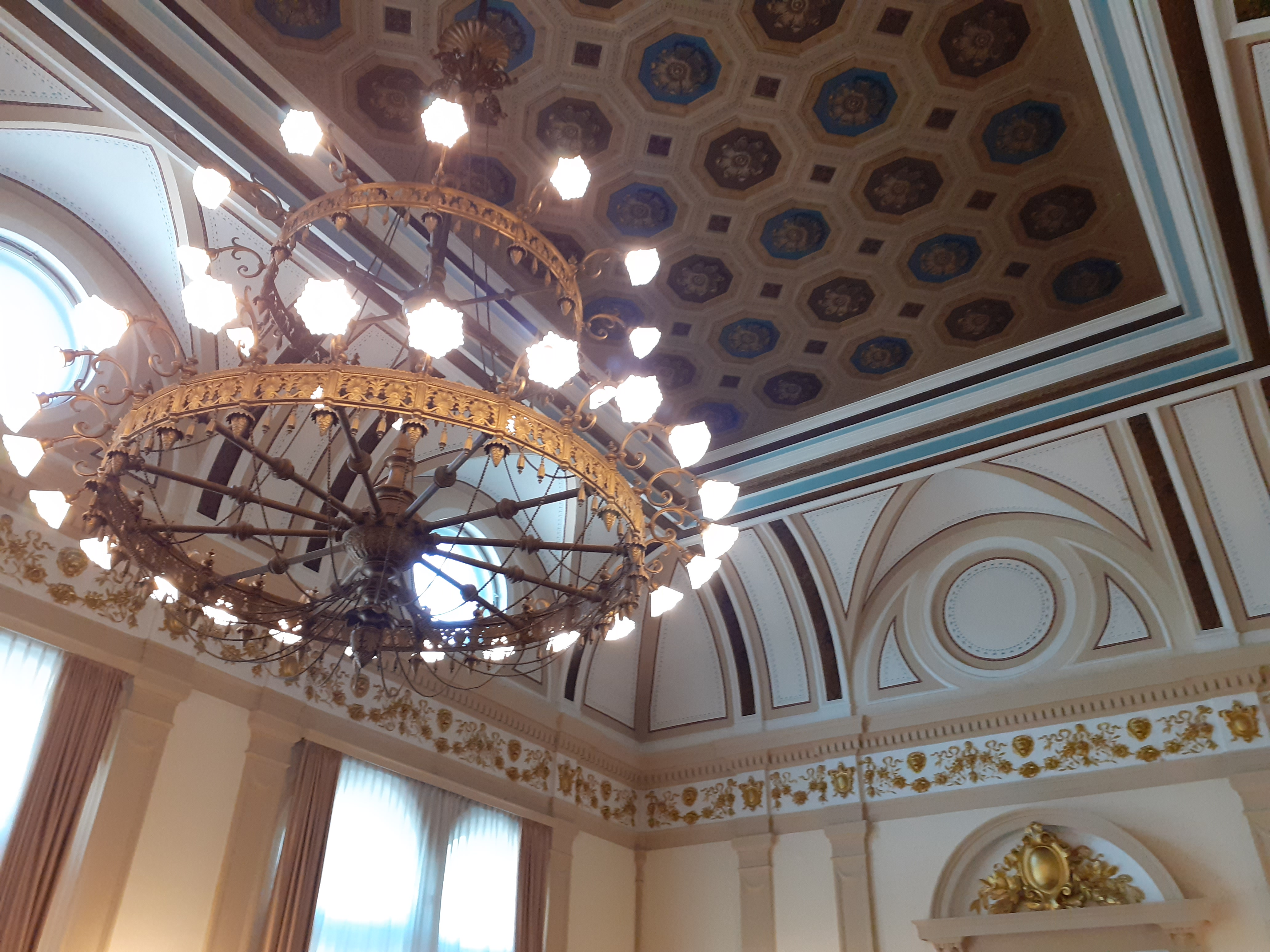
Интерьер здания
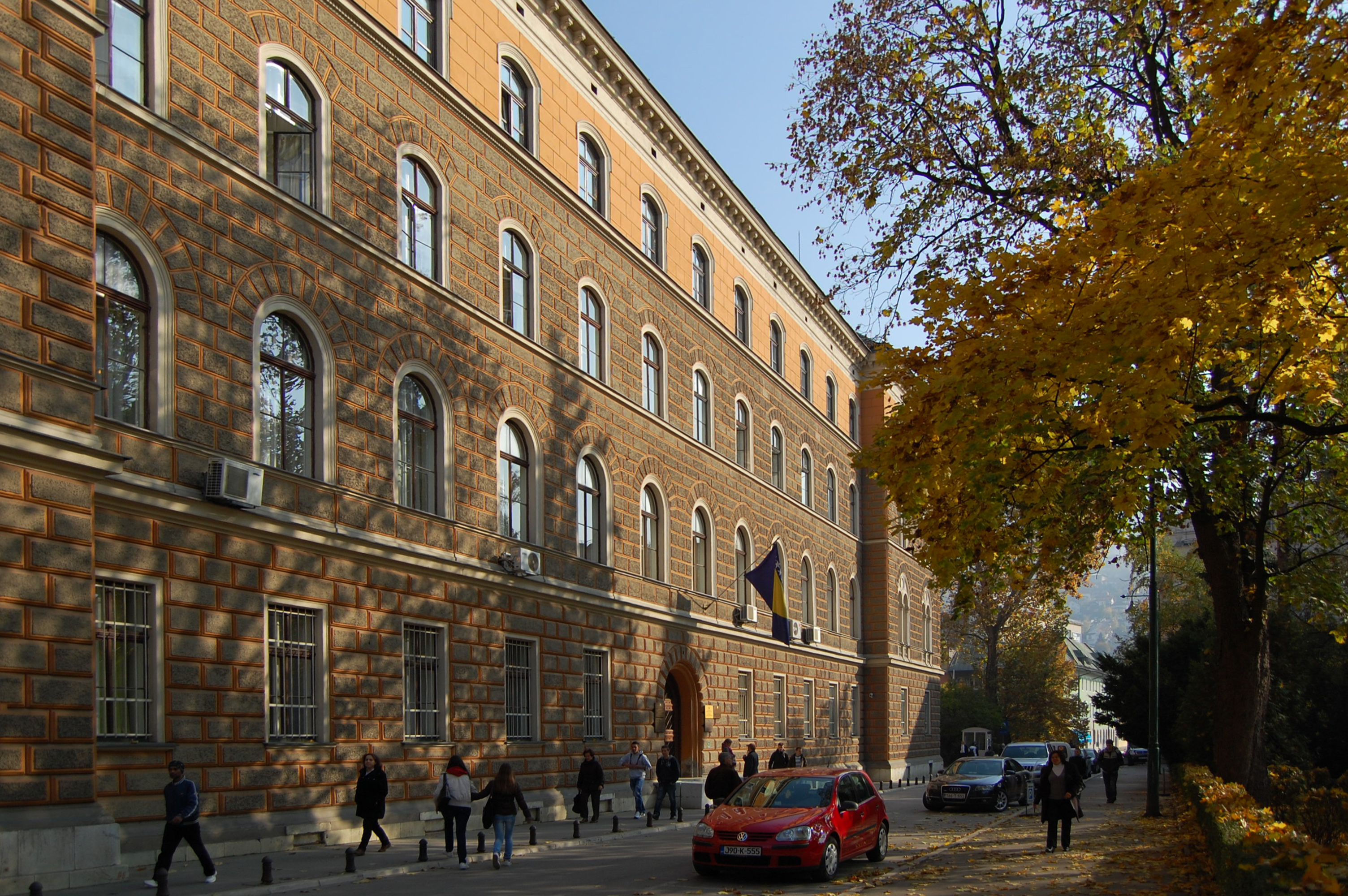
Двор здания
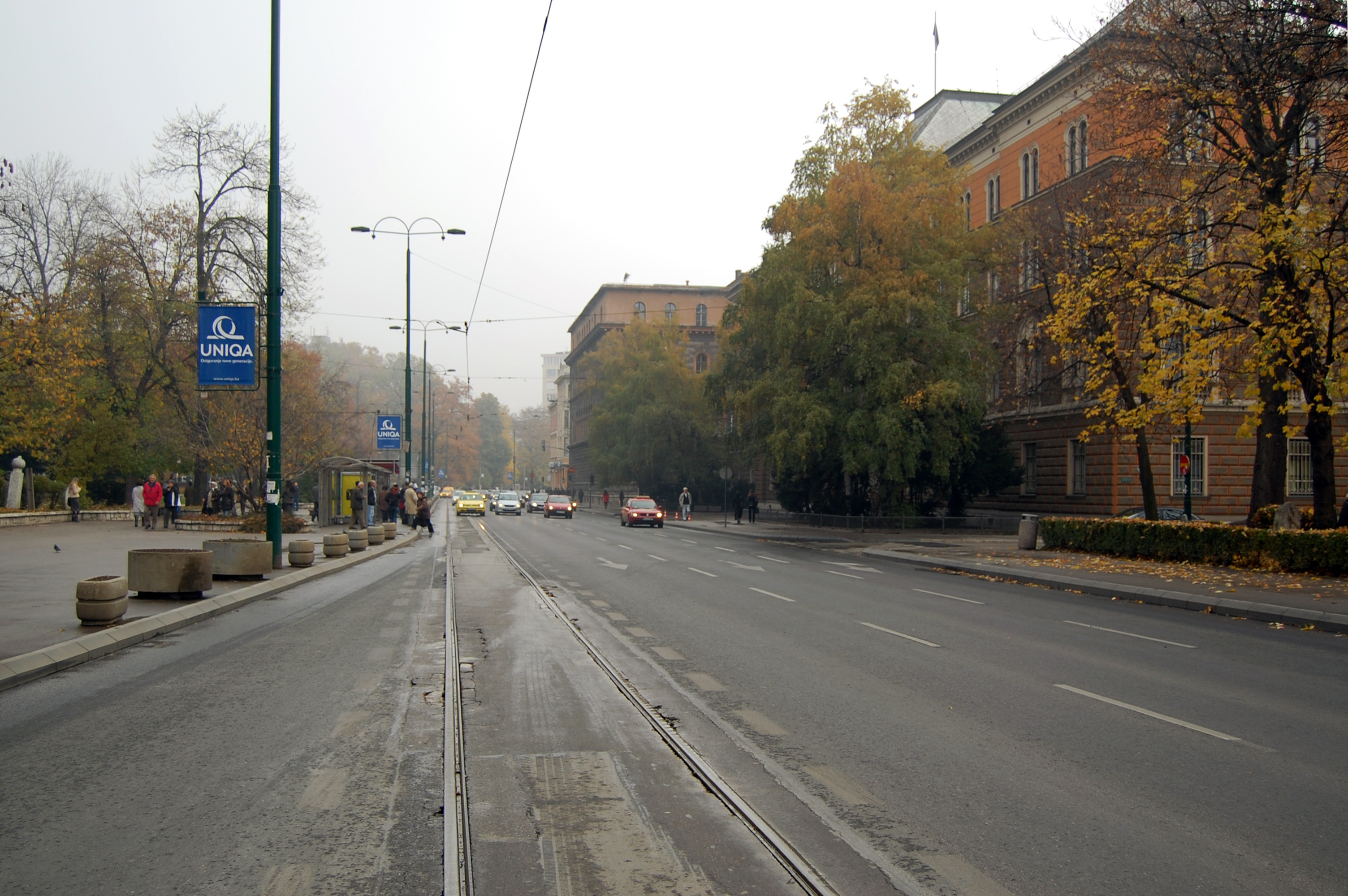
Вид на здание